# Travia Jones
Travia Jones (* 12. Juli 1995 in Regina) ist eine kanadische Leichtathletin, die im Sprint antritt und sich auf die 400-Meter-Distanz spezialisiert hat. Ihr Vater Warren Jones war Canadian Football-Spieler.

## Sportliche Laufbahn
Travia Jones besuchte bis 2017 die Louisiana State University und sammelte erste internationale Erfahrungen bei den Leichtathletik-Weltmeisterschaften 2017 in London, bei denen sie mit 54,02 s in der ersten Runde über 400 m ausschied. Zudem verpasste sie auch mit der kanadischen 4-mal-400-Meter-Staffel mit 3:28,47 min den Finaleinzug. Im Jahr darauf kam sie bei den Hallenweltmeisterschaften in Birmingham mit 53,31 s nicht über die erste Runde über 400 m hinaus, gewann aber im August bei den NACAC-Meisterschaften in Toronto in 3:28,04 min gemeinsam mit Micha Powell, Aiyanna Stiverne und Alicia Brown die Bronzemedaille im Staffelbewerb hinter den Teams aus den Vereinigten Staaten und Jamaika. Bei den IAAF World Relays 2019 in Yokohama verhalf sie dann der Mannschaft zum Finaleinzug. 

## Persönliche Bestleistungen
- 400 Meter: 51,63 s, 26. Mai 2017 in Lexington
  - 400 Meter (Halle): 52,57 s, 9. Februar 2018 in New York City